# Krunoslav Šarić
Krunoslav Šarić (Derventa, 21. lipnja 1944. – Zagreb, 12. lipnja 2023.) bio je hrvatsko-bosanskohercegovački filmski, televizijski i kazališni glumac.

## Filmografija

### Televizijske uloge
- "General" kao starac (2019.)
- "TIN: 30 godina putovanja" kao izvođač Ujevićevih pjesama (2017.)
- "Da sam ja netko" kao Natašin otac (2015.)
- "Stella" kao čovjek na klupi (2013.)
- "Zora dubrovačka" kao gospar Ivo (2013. – 2014.)
- "Stipe u gostima" kao sudac (2013.)
- "Dolina sunca" kao Ivan Vitezović (2009. – 2010.)
- "Mamutica" kao Pero Maranga (2009.)
- "Odmori se, zaslužio si" kao Bajić (2006.)
- "Čelična komora Zürich" (2001.)
- "Ashenden" kao Walter (1991.)
- "Vuk Karadžić" kao Ljudevit Gaj (1988.)
- "Dosije" kao Danilo (1986.)
- "Zamke" kao Božidar "Zrinski" Petračić (1983.)
- "Nepokoreni grad" kao sekretar rajonskog komiteta (1982.)
- "Osma ofanziva" kao Stojan Starčević (1979.)

### Filmske uloge
- "Zora" kao gospodin (2020.)
- "Dnevnik Diane Budisavljević" kao Đuro Vukosavljević (2019.)
- "General" kao starac (2019.)
- "Ti mene nosiš" kao Natašin otac (2015.)
- "Zagonetni dječak" kao profesor povijesti Gavrić (2013.)
- "Ljudožder vegetarijanac" kao kirurg Stanić (2012.)
- "Lea i Darija" kao Thomas Mann (2011.)
- "Duh babe Ilonke" kao djed Kasum (2011.)
- "Kradljivac uspomena" (2007.)
- "Snivaj, zlato moje" kao Matković (2005.)
- "100 minuta Slave" kao Vjekoslav Raškaj (2004.)
- "Povratak" (2004.)
- "Duga ponoć" kao Ivan (2004.)
- "Oproštaj" kao pater Franjo (2003.)
- "Je li jasno, prijatelju?" kao tužitelj (2000.)
- "Zauvijek moja" kao policajac (2000.)
- "Garcia" (1999.)
- "Kad mrtvi zapjevaju" kao dječakov otac (1998.)
- "Tužna Jele" kao Jozo (1998.) – TV-kazališna predstava
- "Vidimo se" kao inspektor (1995.)
- "Nausikaja" (1994.)
- "Vukovar se vraća kući" kao Tuna (1994.)
- "Zlatne godine" kao glas spikera (1993.)
- "Dobro došli na planet Zemlja" (kratki film) kao pripovjedač (1993.)
- "Kamenita vrata" kao Anin muž (1992.)
- "Krhotine – Kronika jednog nestajanja" kao drug Mandić (1991.)
- "Vrijeme ratnika" kao Legija (1991.)
- "Ljeto za sjećanje" (1990.)
- "Diploma za smrt" kao Borut (1989.)
- "Glembajevi" kao doktor Altmann (1988.)
- "Sokol ga nije volio" kao Andra (1988.)
- "Večernja zvona" kao Čubar (1986.)
- "Obećana zemlja" kao načelnik (1986.)
- "Ljubavna pisma s predumišljajem" kao Željko Gajski (1985.)
- "Crveni i crni" kao Markoncini (1985.)
- "Mala pljačka vlaka" kao Amerikanac (1984.)
- "Pet mrtvih adresa" (1984.)
- "U logoru" kao Walter (1983.)
- "Gazija" kao Molić #2 (1981.)
- "Poglavlje iz života Augusta Šenoe" (1981.)
- "Lidija" kao Đuro Vranić (1981.)
- "Pjesma od rastanka" (1979.)
- "Pakleni otok" kao komandir Vice (1979.)
- "Novinar" kao Cakan (1979.)
- "Jovana Lukina" kao svećenik Petar (1979.)
- "Izvor" (1979.)
- "Okupacija u 26 slika" kao njemački časnik (1978.)
- "Aretej" (1978.)
- "Prikazivanje Dubravke ljeta gospodnjega MCMLXXIII." (1975.)

## Vanjske poveznice
- Krunoslav Šarić u internetskoj bazi filmova IMDb-u (engl.)
- Stranica na HNK.hr  Arhivirana inačica izvorne stranice od 30. siječnja 2010. (Wayback Machine)